# Lucień
Lucień ([ˈlut͡ɕeɲ]) es un pueblo en el distrito administrativo de Gostynin, en el condado de Gostynin y voivodato de Mazovia, en el centro-este de Polonia. Anteriormente, hasta 1954, formaba parte del voivodato de Płock y era la capital de su propio gmina. Alberga una mansión presidencial construida en 1960 y utilizada para actos de estado.